# Acanthomintha
Acanthomintha és un gènere de fanerògames que pertany a la família de les lamiàcies. Se'n coneixen quatre espècies.
Són plantes de flors anuals, aromàtiques amb les tiges erectes i les fulles peciolades. Els caps de les inflorescències estan agrupats en raïms terminals. En aquest gènere els nervis de les fulles són visibles i els seus marges són sempre espinosos. Les corol·les són de color blanc o amb una coloració rosa i morat, formant un embut. La gola de la corol·la és d'un color crema i el seu llavi superior està encaputxat i l'inferior és més llarg i trilobulat. Presenten sempre quatre estams.

## Taxonomia
- Acanthomintha duttonii (Abrams) Jokerst[2]
- Acanthomintha ilicifolia (Gray)
- Acanthomintha lanceolata (Curran)
- Acanthomintha obovata (Jepson)